# Bickley (Cheshire)
Bickley – wieś i były civil parish w Anglii, w Cheshire, w dystrykcie (unitary authority) Cheshire West and Chester, w civil parish No Man's Heath and District. W 2011 roku civil parish liczyła 481 mieszkańców. Bickley jest wspomniana w Domesday Book (1086) jako Bichelie.